# Энгессер, Йорг
Йорг Энге́ссер (нем. Jörg Engesser; род. 25 мая 1981) — немецкий кёрлингист.
В составе мужской сборной Германии участник чемпионата мира 2003 и чемпионата Европы 2014. Двукратный Чемпион Германии среди мужчин (2003, 2015).

## Достижения
- Чемпионат Германии по кёрлингу среди мужчин: золото (2003, 2015), серебро (2001), бронза (2004, 2013, 2014).

## Команды
| Сезон   | Четвёртый        | Третий          | Второй            | Первый            | Запасной                                 | Турниры                      |
| ------- | ---------------- | --------------- | ----------------- | ----------------- | ---------------------------------------- | ---------------------------- |
| 1998—99 | Андреас Ланг     | Райнер Байтер   | Себастьян Швейцер | Стефан Клайбер    | Йорг Энгессер                            | ЧМЮ 1999 (6 место)           |
| 2000—01 | Андреас Ланг     | Ричард Кук      | Райнер Байтер     | Себастьян Швейцер | Йорг Энгессер                            | ЧГМ 2001                     |
| 2002—03 | Андреас Ланг     | Райнер Байтер   | Юрген Бек         | Себастьян Швейцер | Йорг Энгессер тренер: Дик Хендерсон (ЧМ) | ЧГМ 2003 · ЧМ 2003 (9 место) |
| 2003—04 | Андреас Ланг     | Райнер Байтер   | Себастьян Швейцер | Йорг Энгессер     |                                          | ЧГМ 2004                     |
| 2011—12 | Александр Бауман | Мануэль Вальтер | Себастьян Швейцер | Йорг Энгессер     |                                          |                              |
| 2012—13 | Александр Бауман | Мануэль Вальтер | Себастьян Швейцер | Йорг Энгессер     |                                          | ЧГМ 2013                     |
| 2013—14 | Александр Бауман | Мануэль Вальтер | Себастьян Швейцер | Йорг Энгессер     | Марк Бастиан                             | ЧГМ 2014                     |
| 2014—15 | Александр Бауман | Мануэль Вальтер | Марк Мускатевиц   | Себастьян Швейцер | Йорг Энгессер тренер: Мартин Байзер      | ЧЕ 2014 (8 место)            |
| 2014—15 | Александр Бауман | Мануэль Вальтер | Себастьян Швейцер | Марк Бастиан      | Йорг Энгессер                            | ЧГМ 2015                     |

(скипы выделены полужирным шрифтом)